# تاکویا یاماموتو
تاکویا یاماموتو (انگلیسی: Takuya Yamamoto؛ زادهٔ ۲۲ ژوئن ۱۹۸۶) بازیکن فوتبال اهل ژاپن است.
از باشگاه‌هایی که در آن بازی کرده‌است می‌توان به باشگاه فوتبال کاشیما آنتلرز اشاره کرد.